# Chad Muska
Chad Muska (Lorain (Ohio), 20 maggio 1977) è uno skater professionista statunitense.

## Biografia
Oltre ad essere uno skater professionista, Chad è anche imprenditore, nel novembre del 2012 il redattore Skin Phillips di Transworld Magazine ha definito Chad come uno degli skater più popolari.
La carriera di Chad ha iniziato a decollare nel 1994 quando era il primo skater del team Maple e apparve nel video Rites of Passage, successivamente Chad si trasferì al team Toy Machine unendosi agli altri skater Jamie Thomas, ED Templeton, Elissa Steamer e Mike Maldonado.
Nel 1996 Chad Muska faceva parte della prima realizzazione video di Jamie Thomas intitolata Welcome to Hell, tuttavia Chad apparve solo all'inizio del filmato per via di uno screzio con i compagni ED Templeton e lo stesso Jamie Thomas venendolo così relegato ad un ruolo di secondo piano.
Nel 1997 Chad entrò nel team produttore di tavole emergente Shorty's dove fu selezionato come skater di punta.
Successivamente Chad fece crescere notevolmente il livello del team rendendolo un brand di tavole molto noto grazie alle quattro apparizioni nei video del team come Fulfill The Dream.
Come sponsor di scarpe a fine anni novanta Chad scelse l'azienda éS dove nel 1998 produsse un modello dedicatogli chiamato éS Muska divenne subito un modello di scarpa molto popolare. 
Nel 1999 Chad si unì al brand di scarpe Circa come skater di punta dell'azienda e pubblicato numerosi modelli di scarpe come signature model come la "CM901" e "CM902".
Dal 2006 al 2012 Chad passò in vari brand e team di skateboard come la Element e il marchio di scarpe Supra.
Nel 2013 Chad è apparso in numerose gare del The Berrics come arbitro speciale.